# 1971-es Formula–1 francia nagydíj
Az 1971-es Formula–1 világbajnokság ötödik futama a francia nagydíj volt.

## Futam
A francia nagydíjat az új Paul Ricard versenypályán rendezték, amelyen már nagy hangsúlyt fektettek a biztonságra is. Fittipaldi visszatért a mezőnybe balesete után. A Lotus nem hozta el gázturbinás autóját, mivel az a holland nagydíjon megsérült. Andretti nem vett részt a nagydíjon, mivel Amerikába repült egy versenyre. Stewart szerezte meg a pole-t Regazzoni és Ickx előtt. A második sorból Hill és Rodríguez indult. Wisell a 15., Fittipaldi csak a 17. helyet érte el a Lotusszal.
A rajt után Stewart maradt az élen Regazzoni előtt, míg Ickx motorjával probléma akadt, így a belga hamar kiesett. Ezután Rodríguez és Beltoise harcolt a harmadik helyért. Peterson Alfa Romeo motorja a 19. körben tönkrement, Regazzoni pedig a kifolyó olajon kicsúszott. Hill egy hasonló balesetet szenvedett, de vissza tudott térni a szerelőihez javításra. Rodríguezé lett a második hely, de gyújtáshiba miatt 7 körrel később kiesett. Eközben Cevert a harmadik helyre jött fel, majd a kiesés után Stewart mögött haladt már, így a Tyrrell kettős győzelmet szerzett. Fittipaldi jó versenyt futva a harmadik helyen végzett. Siffert negyedik, Amon ötödik, Wisell hatodik lett.
| Helyezés | #  | Versenyző            | Csapat/Motor     | Futott körök | Idő/Kiesés oka  | Rajthely | Pontszám |
| -------- | -- | -------------------- | ---------------- | ------------ | --------------- | -------- | -------- |
| 1        | 11 | Jackie Stewart       | Tyrrell-Ford     | 55           | 1h46:41,68      | 1        | 9        |
| 2        | 12 | François Cevert      | Tyrrell-Ford     | 55           | + 28,12         | 7        | 6        |
| 3        | 1  | Emerson Fittipaldi   | Lotus-Ford       | 55           | + 34,07         | 17       | 4        |
| 4        | 14 | Jo Siffert           | BRM              | 55           | + 37,17         | 6        | 3        |
| 5        | 20 | Chris Amon           | Matra            | 55           | + 41,08         | 9        | 2        |
| 6        | 2  | Reine Wisell         | Lotus-Ford       | 55           | + 1:16,02       | 15       | 1        |
| 7        | 21 | Jean-Pierre Beltoise | Matra            | 55           | + 1:16,93       | 8        |          |
| 8        | 22 | John Surtees         | Surtees-Ford     | 55           | + 1:24,91       | 13       |          |
| 9        | 10 | Peter Gethin         | McLaren-Ford     | 54           | + 1 kör         | 19       |          |
| 10       | 16 | Howden Ganley        | BRM              | 54           | + 1 kör         | 16       |          |
| 11       | 24 | Rolf Stommelen       | Surtees-Ford     | 53           | + 2 kör         | 10       |          |
| 12       | 8  | Tim Schenken         | Brabham-Ford     | 50           | Olajnyomás      | 14       |          |
| 13       | 34 | Francois Mazet       | March-Ford       | 50           | + 5 kör         | 23       |          |
| HN       | 28 | Max Jean             | March-Ford       | 46           | Helyezés nélkül | 22       |          |
| HN       | 27 | Henri Pescarolo      | March-Ford       | 45           | Váltó           | 18       |          |
| Kiesett  | 7  | Graham Hill          | Brabham-Ford     | 34           | Olajcső         | 4        |          |
| Kiesett  | 19 | Andrea de Adamich    | March-Alfa Romeo | 31           | Motorhiba       | 20       |          |
| Kiesett  | 15 | Pedro Rodríguez      | BRM              | 27           | Gyújtás         | 5        |          |
| Kiesett  | 5  | Clay Regazzoni       | Ferrari          | 20           | Baleset         | 2        |          |
| Kiesett  | 17 | Ronnie Peterson      | March-Alfa Romeo | 19           | Motorhiba       | 12       |          |
| Kiesett  | 9  | Denny Hulme          | McLaren-Ford     | 16           | Gyújtás         | 11       |          |
| Kiesett  | 4  | Jacky Ickx           | Ferrari          | 4            | Motorhiba       | 3        |          |
| Kiesett  | 18 | Alex Soler-Roig      | March-Ford       | 4            | Benzinpumpa     | 21       |          |

## Statisztikák
Vezető helyen:
- Jackie Stewart: 55 (1-55)

Jackie Stewart 15. győzelme, 9. pole-pozíciója,, 9. leggyorsabb köre, 3. mesterhármasa (pp, lk, gy)
- Tyrrell 3. győzelme.

Pedro Rodríguez utolsó versenye.